# Freedom Call
Freedom Call es una banda alemana de power metal melódico formada en 1998.

## Historia
Chris Bay y Dan Zimmermann se conocieron en el año 1988. En ese momento los miembros de la banda de Cover-Rock de Dan "China White" estaban buscando un nuevo cantante. Chris fue el indicado para China White. Desde ese momento Chris y Dan tocaron en muchas bandas covers (Lanzer por ejemplo) por algunos años. Aunque en ocasiones ellos tomaban caminos distintos, siempre terminaban juntos.
Ambos hablaban muy seguido sobre tener su propia banda juntos y en enero de 1998 su visión se volvió una realidad: Chris le dijo a Dan de escribir algunas canciones juntos. Entonces pusieron sus ideas en un casete. A comienzos de 1998, Daniel tenía mucho tiempo libre para hacer varias cosas porque Gamma Ray estaban en un "paro" y en el verano tocaron en pocos festivales.
La cooperación entre estos dos muchachos fue realmente muy armoniosa y en unas pocas semanas, pudieron terminar su primer demo de 6 temas. El productor encargado fue Charlie Bauerfeind, quien Chris y Dan conocían hacia un par de años.Charlie ofreció el demo a varias compañías disqueras y las respuestas fueron bastante positivas.
La alineación de Freedom Call era completada por Ilker Ersin en el bajo y Sascha Gerstner, un guitarrista que Chris y Dan . Quedaron impresionados por su manera precisa y variable de tocar la guitarra e inmediatamente le ofrecieron que se una a la banda. En el verano de 1998, otras 5 canciones fueron terminadas. En otoño de 1998 los contratos con las discográficas en Francia, Japón y Alemania fueron arreglados y Freedom Call comenzó a ensayar todas las canciones. El 2 de enero, un año después de que Freedom Call se formara, se comenzó a grabar su primer álbum llamado "Stairway to fairyland", el cual les llevó dos meses y medio de grabación.
El 25 de mayo de 1999 tuvieron su debut oficial en vivo en un tour por Francia como teloneros de Angra y Edguy en Grenoble. El tour en Francia fue un gran éxito y fue elegida en la revista Hard Rock por las personas como la segunda mejor banda nueva de 1999. Durante el verano de 1999 la banda tocó en algunos festivales como Wacken o Cologne. El resto del tiempo lo aprovechaban para escribir nuevas canciones.
A finales de agosto, Freedom Call, comenzó a grabar su mini LP de 5 temas llamado "Taragon", con nuevas canciones y una versión de "Dancing with tears in my eyes" de Ultravox y una nueva versión de Stairway to fairyland incluyendo un bonus track llamado "Kingdom Come" para la versión japonesa y una nueva versión de Tears of Taragon con Biff Byford, cantante de Saxon, narrándola.
En noviembre de 1999, Freedom Call, toco en 17 shows en Alemania, Bélgica, Holanda, Francia y Suiza como teloneros de Saxon durante su Metalhead Tour. La reacción del público hacia las actuaciones de Freedom Call fueron muy buenas.
Después de finalizar el tour con Saxon, Freedom Call se preparó para entrar nuevamente al estudio para grabar su segundo álbum Crystal Empire. El 17 de diciembre de 1999, la sesión de grabado de batería empezó en Hamburgo. Toda la producción duro hasta mediados de septiembre del año 2000. Durante ese tiempo hubo varios descansos para así poder tocar en algunos shows y festivales como Fulda con Edguy en Bourges (Francia) con Stratovarius y Rhapsody, en Pratteln (Suiza) con Saxon, U.D.O., en Bolonia (Italia) con Gamma Ray y Labyrinth. 
En octubre de 2000, Freedom Call fue invitado a ser telonero de Hammerfall y Virgen Steele en su Renegade World Tour 2001 desde el 10 de enero hasta el 28 de febrero. 
En los comienzos del 2001, Freedom Call tocó en 40 shows por toda Europa: Noruega, Suecia, Dinamarca, Alemania, Bélgica, Holanda, Austria, Suiza, Italia, España, Portugal, Hungría, Eslovaquia, Polonia, Francia. 
En marzo de 2001, después de la gira Renegade World Crusade, Sascha Gerstner dejó la banda diciendo que quería su propia banda y que ya no quería tocar más metal. (Que curiosamente al año siguiente se integraría a Helloween)
Después de varias audiciones, Freedom Call encontró a un nuevo guitarrista y la alineación estuvo completa nuevamente. Su nombre era Cedric "Cede" Dupont, de 22 años nacido en Basilea, Suiza. Su gran talento musical, su habilidad para traspasar ideas a música y su buen carácter impresionaron bastante a los demás integrantes. 
Mientras tanto, el proceso de escribir canciones seguía bastante bien.
Durante los festivales de verano, la banda y los fanes tuvieron una gran impresión sobre la performance en vivo de Cede. La química entre la banda y él fue muy buena y los fanes de Freedom Call le dieron una gran bienvenida. A finales de un ocupado y exitoso año 2001, la banda fue invitada para ser teloneros del tour de Blind Guardian en abril y mayo del 2002 en Alemania, Suiza y España. 
Esta fue la mejor motivación para Chris, Dan, Ilker y Cede para hacer una grandioso nuevo álbum. A mediados de enero del 2002 entraron al estudio para grabar su nuevo álbum llamado Eternity. Esta vez los encargados de producir el álbum fueron Chris y Dan ya que Charlie Bauerfeind no pudo hacer toda la producción. Él fue el responsable de la grabación de la batería y del masterizado final. Debido a la buena química en la banda y las grandes experiencias, todos los miembros lograron seguir durante los últimos años en el estudio y en el escenario.
A mediados de abril del 2002 se terminó la producción y empezaron a ensayar para el tour con Blind Guardian. El 3 de junio, en medio de los shows en España, su nuevo álbum Eternity fue lanzado mundialmente y llegó a la posición 55 en las listas alemanas.
Toda el tour con Blind Guardian en Alemania y España salió bastante bien. La banda hizo un montón de fanes y amigos. En septiembre del 2002, Freedom Call, continuara su "Eternal World Tour" con shows en Francia, Bélgica, Alemania, Suiza y probablemente Suecia, pero esta vez como banda principal.
El teclista que participó en el tour donde grabaron Live Invasion fue Nils Neumann, quien luego fue invitado a convertirse en el quinto miembro de la banda. Después de un gran descanso, el siguiente álbum The Circle of Life fue grabado en el Hansen Studio (Núremberg) de agosto a octubre del 2004 y fue lanzado en marzo del 2005.
Después del lanzamiento, Cede Dupony e Ilker Ersin decidieron dejar la banda (independientemente uno del otro).
Los reemplazos fueron eventualmente anunciados: Lars Rettkowitz (guitarra) y Armin Donderer (bajo), ambos ex Paradox. 
Un nuevo álbum con el título de Dimensions fue lanzado el 23 de abril de 2007 y según Dan, el sonido parece más al de Eternity que a su antecesor más experimental. Las canciones "The Wanderer" y "Dimensions" fueron usadas en el juego rítmico en línea "Flash Flash Revolution" 
En marzo del 2009 la banda anuncio que estaban poniendo los toques finales a su nuevo álbum Legend of the Shadowking que tiene partes con el bajista Amin quien seria reemplazado por Samy Saemann.
También Dan Zimmerman anunció que iba a ser sustituido por Klaus Sperling para la gira 2010 ya que seguiría con la gira de Gamma Ray a esas alturas. Más tarde se confirma en la página principal que Zimmermann oficialmente ha dejado la banda. Actualmente está catalogado como un antiguo miembro fundador.
La banda sigue trabajando en un nuevo álbum que se lanzaría el 24 de febrero de 2012 llamado Land of the Crimson Dawn.
El 15 de septiembre de 2013 se anuncia un nuevo álbum, "Beyond", con una nueva formación. 
Ilker Ersin regresa a la banda para reanudar sus deberes como bajista después de algunos años de distancia y un nuevo baterista es bien recibido: Ramy Ali.
El Video de "Union of the Strong" fue filmado el 15 de diciembre de 2013 para la canción "Unión del fuerte" en las proximidades de Nuremberg y Franconia, la canción forma parte del álbum "Beyond" lanzado el viernes 21 de febrero de 2014.

## Miembros

### Actuales
- Chris Bay - Voz y guitarra
- Lars Rettkowitz - Guitarra
- Francesco Ferraro - Bajo
- Timmy Breideband - Batería

### Anteriores
- Sascha Gerstner - Guitarra (1998 — 2001)
- Cédric "Cede" Dupont - Guitarra (2001 — 2005)
- Sammy Saeman - Bajo
- Nils Neumann - Teclado (2003 — 2006)
- Klaus Sperling - Batería
- Dan Zimmermann - Batería
- Ilker Ersin - Bajo
- Rami Ali - Batería

## Discografía

### Discos y EP
- Stairway To Fairyland (1999)
- Taragon (1999)
- Crystal Empire (2001)
- Eternity (2002)
- Live Invasion (2004)
- The Circle of Life (2005)
- Dimensions (2007)
- Legend of the Shadowking (2010)
- Live in Helvetia (2011)
- Land of the Crimson Dawn (2012)
- Ages of Light (2013)
- Beyond (2014)
- Master of Light (2016)
- M.E.T.A.L. (2019)

### Sencillos
- Silent Empire (2001)
- Blackened Sun (2007)
- Mr Evil/Innocent World (2007)
- Zauber der Nacht (2009)